# Вандлиц
Вандлиц (њем. Wandlitz) општина је у њемачкој савезној држави Бранденбург. Једно је од 24 општинска средишта округа Барним. Према процјени из 2010. у општини је живјело 21.237 становника. Посједује регионалну шифру (AGS) 12060269.

## Географски и демографски подаци
Вандлиц се налази у савезној држави Бранденбург у округу Барним. Општина се налази на надморској висини од 59 метара. Површина општине износи 162,8 km². У самом мјесту је, према процјени из 2010. године, живјело 21.237 становника. Просјечна густина становништва износи 130 становника/km².

## Међународна сарадња
| Мјесто | Држава    | Врста сарадње | Од    |
| ------ | --------- | ------------- | ----- |
|        | Шведска   | пријатељство  | 1991. |
|        | Француска | партнерство   | 1994. |
| Нејле  | Данска    | пријатељство  | 1993. |
| Извор  |           |               |       |